# ОК Апатин
ОК Апатин је настарији и најтрофејнији одбојкашки клуб у Западној Бачкој.Основан је 25. јула 1998. Рад са женском екипом почео је у септембру 2009.

## Историјат
Клуб од  2001. организује турнир у одбојци на песку у Апатину. Затим 2006. клуб је био домаћин државног првенства у одбојци на песку заједно са Одбојкашким савезом Србије. Од 2009. клуб организује бројне турнире за девојчице а најмасовнији је турнир у уличној одбојци који се организује од 2014 а најмасовнији је био 2021 где је учествовало преко 2000 девојчица из Србије и Хрватске.
Клуб је један од оснивача спортског савеза Апатин.
Сања Малеш као играчица ОК Апатин наступила је за Репрезентацију Србије на Европском првенству 2019 у Одбојци на песку за сениоре и сениорке до 20 година у шведском граду Гетеборгу.
ОК Апатин је проглашен за најуспешнији клуб општине Апатин 2003 и 2018 године, а тренер клуба Милош Поповић је од стране спортског савеза Апатин проглашен за најуспешнијег тренера општине Апатин 2004, 2005. и 2018. године.

## Највећи успеси
Мушка екипа:
- Војвођанска лига 2002/2003
- Друга Војвођанска лига 2003/2004
- Друга Републичка лига Србије 2004/2005

Женска екипа:
- Друга Војвођанска лига 2011/2012
- Прва Војвођанска лига 2018/2019 и 2019/2020